# Ross McGowan
Ross Ian Thomas McGowan (Basildon, 23 april 1982) is een professioneel golfer uit Engeland.
Hoewel McGowan in Essex geboren werd, groeide hij op in Surrey en ging hij naar Epsom College. Daarna studeerde hij aan de Universiteit van Tennessee.

## Amateur
In 2006 kwam hij terug uit de Verenigde Staten, speelde in de nationale selectie en vertegenwoordigde zijn land op verschillende toernooien. Ook won hij het Engels amateurkampioenschap golf.

### Overwinningen
- 2006: Engels Amateur Kampioenschap

### Teamdeelnames
- Eisenhower Trophy: 2006
- St Andrews Trophy: 2006 (winnaar)

## Professional
Eind 2006 werd McGowan professional. Dankzij een tweede plaats op de Order of Merit van 2007 op de Challenge Tour kreeg McGowan een spelerskaart voor de Europese PGA Tour van 2008. Hij kwalificeerde zich voor het US Open op Torrey Pines, haalde de cut en eindigde op de 77ste plaats. Zijn eerste overwinning op de Europese Tour kwam er in 2009: Bij de Madrid Masters behaalde hij een score van -25, waarbij hij in de derde ronde een baanrecord van 60 (-12) speelde. Dit record telde echter niet omdat de spelers vanwege het slechte weer de bal mochten plaatsen. Op het einde van het seizoen eindigde McGowan op de tweede plaats op het Dubai World Championship, achter Lee Westwood. Hij eindigde 12e in de Race to Dubai. Van 2012 tot 2015 speelde McGowan terug op de Challenge Tour maar eveneens op de Sunshine Tour. Op deze Afrikaanse tour was McGowan in 2015 de beste in de Mopani/Redpath Zambia Open. Eind 2015 eindigde McGowan op de 4e plaats op Qualifying School van de Europese PGA Tour zodat hij vanaf 2016 terug mocht aantreden op het hoogste Europese niveau. Ook de daaropvolgende jaren pendelde McGowan echter tussen de Challenge Tour en de Europese PGA Tour. Vanaf 2020 kon McGowan zich toch enkele seizoenen handhaven op de Europese PGA Tour met onder andere winst op de Italian Open in 2020.

### Overwinningen
| Jaar | Toernooi                        | Tour              |
| ---- | ------------------------------- | ----------------- |
| 2007 | Oceânico Group Pro-Am Challenge | Challenge Tour    |
| 2007 | Estoril Challenge               | Challenge Tour    |
| 2012 | Abu Dhabi Golf Citizen Open     | Mena Tour         |
| 2015 | Mopani/Redpath Zambia Open      | Sunshine Tour     |
| 2015 | Royal Golf Dar Es Salam Open    | Mena Tour         |
| 2019 | D+D Real Czech Challenge        | Challenge Tour    |
| 2020 | Italian Open                    | Europese PGA Tour |

### Resultaten op deMajors
| Major                 | 2006 | 2007 | 2008 | 2009 | 2010 | 2011 | 2012 | 2013 | 2014 | 2015 | 2016 | 2017 | 2018 | 2019 | 2020 | 2021 | 2022 | 2023 |
| --------------------- | ---- | ---- | ---- | ---- | ---- | ---- | ---- | ---- | ---- | ---- | ---- | ---- | ---- | ---- | ---- | ---- | ---- | ---- |
| Masters Tournament    |      |      |      |      |      |      |      |      |      |      |      |      |      |      |      |      |      |      |
| U.S. Open             |      |      | 77   |      | T40  |      |      |      |      |      |      |      |      |      |      |      |      |      |
| The Open Championship |      |      |      |      | CUT  |      |      |      |      |      |      |      |      |      | G.T. |      |      |      |
| PGA Championship      |      |      |      |      | 70   |      |      |      |      |      |      |      |      |      |      |      |      |      |

CUT = miste de cut halverwege
G.T. = geen toernooi

### Resultaten op deWorld Golf Championships
| Toernooi             | 2006 | 2007 | 2008 | 2009 | 2010 | 2011 | 2012 | 2013 | 2014 | 2015 | 2016 | 2017 | 2018 | 2019 | 2020 | 2021 | 2022 | 2023 |
| -------------------- | ---- | ---- | ---- | ---- | ---- | ---- | ---- | ---- | ---- | ---- | ---- | ---- | ---- | ---- | ---- | ---- | ---- | ---- |
| WGC Kampioenschap    |      |      |      |      | T30  |      |      |      |      |      |      |      |      |      |      |      |      |      |
| WGC Matchplay        |      |      |      |      | R32  |      |      |      |      |      |      |      |      |      | G.T. |      |      |      |
| WGC Invitational     |      |      |      |      | T55  |      |      |      |      |      |      |      |      |      |      |      |      |      |
| WGC - HSBC Champions |      |      |      |      |      |      |      |      |      |      |      |      |      |      | G.T. | G.T. | G.T. |      |

G.T. = Geen toernooi